# Yannick Steffen
Yannick Fabian Steffen (* 1991) auch bekannt als Fayan, ist ein deutscher Rapper, Songwriter und ehemaliger Radiomoderator.

## Leben
Yannick Steffen wuchs in Oberkirch in Baden-Württemberg auf. Ersten Kontakt zu Hip-Hop hatte er im Alter von neun Jahren durch das Album The W vom Wu-Tang Clan. 2006 begann er zu rappen, nachdem er erste Versuchen im örtlichen Jugendzentrum unternommen hatte, auch mit Breakdance und Graffiti. Sein größtes Vorbild war zu dieser Zeit 50 Cent, 2018 nannte er Michael Jackson, Kendrick Lamar, Aaliyah, Kid Cudi, Bon Iver, Drake, Kanye West, Casper und J. Cole als Inspirationsquellen. Um 2015 arbeitete Steffen als Redakteur und Moderator bei Hitradio Ohr. Für eine dortige Programmaktion wurde er 2014 mit einem Deutschen Radiopreis ausgezeichnet. Im Jahr 2017 erschien Indigo #1, die Debütsingle unter dem Künstlernamen Fayan. Der Name setzt sich aus den Vornamen Fabian und Yannick zusammen.

## Diskografie
Studioalben
- 2017: Genuin (Selbstverlag)

EPs
- 2017: Kleineralsdrei (Selbstverlag)
- 2019: Solo Dolo – EP (Downbeat Records)

Yannick Steffen als Autor in den Charts

| Jahr | Titel Interpretation                      | Höchstplatzierung, Gesamtwochen, AuszeichnungChartplatzierungen (Jahr, Titel, Interpretation, Platzierungen, Wochen, Auszeichnungen, Anmerkungen) | Höchstplatzierung, Gesamtwochen, AuszeichnungChartplatzierungen (Jahr, Titel, Interpretation, Platzierungen, Wochen, Auszeichnungen, Anmerkungen) | Höchstplatzierung, Gesamtwochen, AuszeichnungChartplatzierungen (Jahr, Titel, Interpretation, Platzierungen, Wochen, Auszeichnungen, Anmerkungen) | Anmerkungen                             |
| Jahr | Titel Interpretation                      | DE | AT | CH | Anmerkungen                             |
| ---- | ----------------------------------------- | --- | --- | --- | --------------------------------------- |
| 2020 | Never Know Luciano feat. Shirin David     | DE3 (6 Wo.)DE | AT4 (4 Wo.)AT | CH7 (4 Wo.)CH | Erstveröffentlichung: 16. Juli 2020     |
| 2021 | Money Movez KC Rebell                     | DE44 (1 Wo.)DE | AT74 (1 Wo.)AT | — | Erstveröffentlichung: 26. August 2021   |
| 2022 | Lass mich los Mike Singer feat. Kayef     | DE75 (1 Wo.)DE | — | — | Erstveröffentlichung: 7. Januar 2022    |
| 2022 | 3AM Mero                                  | DE25 (2 Wo.)DE | AT62 (1 Wo.)AT | CH69 (1 Wo.)CH | Erstveröffentlichung: 27. Januar 2022   |
| 2022 | Kippe im Wind Monet192                    | DE66 (1 Wo.)DE | — | CH91 (1 Wo.)CH | Erstveröffentlichung: 28. Januar 2022   |
| 2022 | Mitten in der Nacht Monet192              | DE77 (1 Wo.)DE | — | — | Erstveröffentlichung: 18. Februar 2022  |
| 2022 | Rapstars Mero feat. Jamule                | DE10 (4 Wo.)DE | AT31 (2 Wo.)AT | CH39 (1 Wo.)CH | Erstveröffentlichung: 3. März 2022      |
| 2022 | Konum Gizli Mero feat. Murda              | DE25 (2 Wo.)DE | AT61 (1 Wo.)AT | CH74 (1 Wo.)CH | Erstveröffentlichung: 12. Mai 2022      |
| 2022 | 1000 Sterne 1986zig & Ayliva              | DE57 (2 Wo.)DE | — | — | Erstveröffentlichung: 3. Juni 2022      |
| 2022 | Lauf über Wasser Monet192 feat. Badchieff | DE95 (1 Wo.)DE | — | — | Erstveröffentlichung: 30. Juni 2022     |
| 2022 | Du & Ich Mero                             | DE49 (1 Wo.)DE | — | — | Erstveröffentlichung: 21. Juli 2022     |
| 2022 | Jeden Tag Monet192 feat. Civo             | DE47 (1 Wo.)DE | — | CH85 (1 Wo.)CH | Erstveröffentlichung: 11. November 2022 |
| 2023 | Shocks Monet192                           | DE84 (1 Wo.)DE | — | — | Erstveröffentlichung: 20. Januar 2023   |

## Auszeichnungen
- 2014: Deutscher Radiopreis für die beste Programmaktion mit der Buchstabenjagd zur 1. Ortenauer Kreisputzete auf Hitradio Ohr zusammen mit Claudia Roggisch[5]